# Ziębice (gmina)
Ziębice est une gmina mixte du powiat de Ząbkowice Śląskie, Basse-Silésie, dans le sud-ouest de la Pologne. Son siège est la ville de Ziębice, qui se situe environ 16 km à l'est de Ząbkowice Śląskie, et 59 km au sud de la capitale régionale Wrocław.
La gmina couvre une superficie de 222,24 km2 pour une population de 18 254 habitants.

## Géographie
La gmina est bordée par les gminy de Cieszanów, Lubaczów, Lubycza Królewska et Narol. Elle est également frontalière de l'Ukraine.